# Războiul Austro-Turc din 1663-1664
Războiul Austro-Turc din 1663-1664, cunoscut și ca al Patrulea Război Ruso-Turc, a fost un scurt război purtat între Monarhia Habsburgică și Imperiul Otoman.
Războiul a fost inițiat de invadarea Regatului Poloniei de către Principele Transilvaniei, Gheorghe Rákóczi al II-lea, fără acordul prealabil al Sublimei Porți, al cărei vasal era.